# 리춘위
리춘위(중국어: 李春郁, 1986년 10월 9일 선양시 ~ )는 중국의 축구 선수로, 현재 중국 갑급리그 스자좡 융창에서 미드필더로 뛰고 있다. 한국프로축구연맹 등록명은 리춘유이다.